# Eustenopus
Eustenópus — рід жуків родини Довгоносики (Curculionidae).

## Зовнішній вигляд
До цього роду відносяться дрібні жуки, довжина їхнього тіла становить 3.8-5 мм. Основні ознаки:
- тіло звужене допереду;
- голова ширша за свою довжину, звужена до очей, очі пласкі, лоб ширший за основу головотрубки;
- головотрубка більш ніж удвічі довша за голову і не коротша за передньоспинку;
- Вусики прикріплені посередині головотрубки, вусикові борозенки відокремлені від краю очей;
- передньоспинка не менш ніж у 1.5 рази ширша від своєї довжини, із «шийкою» біля переднього краю, лопатями за очима і коротенькими війками під очима;
- надкрила вкриті крапковими рядами, проміжки між ними вкриті дрібнесенькими крапками й зморшками; надкрила не менш ніж у 1.5 рази довші від своєї загальної ширини у плечах, ширші за передньоспинку, вершини їх закруглені разом;
- останній членик лапок довший за всі інші, узяті разом;
- тіло вкрите густими напівприлеглими волосками, серед яких трапляються волоски, що стирчать.

## Спосіб життя

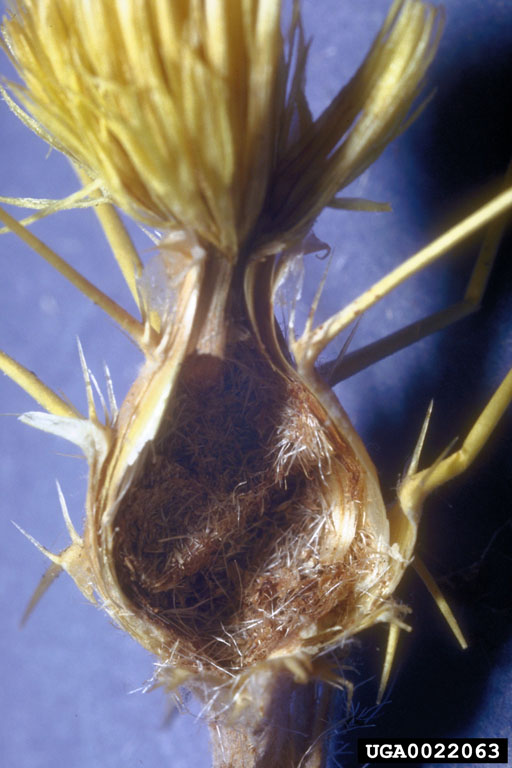
Камера у суцвітті волошки Centaurea solstitialis, де розвивалася лялечка Eustenopus villosus. Зверніть увагу: всі сім'янки суцвіття з'їдено личинкою жука

Подібний до способу життя видів роду Larinus. Рослинами-господарями слугують різні види айстрових, здебільшого, волошка. Імаго живляться зеленими частинами рослин, вигризають заглиблення у суцвіттях-кошиках до того, як вони розкриються. Личинки заглиблюються у кошик, живляться там незрілим насінням і заляльковуються. Жуки нового покоління зимують поза рослиною.

## Географічне поширення
Ареал роду охоплює Південь Палеарктики, в тому числі й Україну (див. нижче).

## Класифікація
Описано чотири види цього роду. Нижче наведено їхній перелік, вид, що мешкає в Україні, виділений кольором:
- Eustenopus abbreviatus (Faust, 1891) — Середня Азія
- Eustenopus lanuginosa (Faust, 1885) — Близький Схід, Туреччина, Середня Азія, Казахстан, Західний Сибір, Північний Захід Китаю
- Eustenopus perbellus (Escalera, 1914) — Марокко, Лівія
- Eustenopus villosus  (Boheman, 1843) [= Eustenopus hirtus (Waltl, 1838)] — Близький Схід, Туреччина, Греція, Болгарія, Молдова, Україна, південь Європейської частини Росії, Іран, інтродукований у Північну Америку

## Практичне значення
Довгоносик Eustenopus villosus інтродукований до Північної Америки для пригнічення популяцій волошок-бур'янів, головним чином — проти Centaurea solstitialis L.